# Coleophora shadeganensis
Coleophora shadeganensis é uma espécie de mariposa do gênero Coleophora pertencente à família Coleophoridae.